# Anderson-Spitzmausmaulwurf
Der Anderson-Spitzmausmaulwurf (Uropsilus andersoni) ist eine Säugetierart aus der Gattung der Spitzmausmaulwürfe (Uropsilus) innerhalb der Maulwürfe (Talpidae). Die wenig bekannte Art wurde bislang nur in den Waldlandschaften im und um den Emei Shan in der chinesischen Provinz Sichuan gefunden. Ähnlich den anderen Mitgliedern der Gattung zeichnen sich die Tiere durch ein an Spitzmäuse erinnerndes Erscheinungsbild aus mit einem langen Körper, einen ebensolchen Schwanz, spitzer Schnauze und sichtbaren Ohren. Typisch sind die im Vergleich zu weiteren Arten der Spitzmausmaulwürfe verhältnismäßig dunklere Fellzeichnung und der abweichende Gebissaufbau. Die Lebensweise ist weitgehend unerforscht. Wissenschaftlich benannt wurde die Art im Jahr 1911, teilweise ordneten sie Wissenschaftler im Verlauf des 20. Jahrhunderts aber auch anderen Vertretern der Gattung zu. Über den Gefährdungsgrad des Bestandes ist nichts bekannt.

## Merkmale

### Habitus
Der Anderson-Spitzmausmaulwurf erreicht eine Kopf-Rumpf-Länge von 6,5 bis 8,3 cm und eine Schwanzlänge von 5,9 bis 7,2 cm. Der Schwanz entspricht somit 75 bis 96 % der Länge des restlichen Körpers. Das Gewicht variiert von 7,4 bis 11,2 g. Die Hinterfußlänge beträgt 1,4 bis 1,8 cm, die Ohrlänge 0,9 bis 1,6 cm. Im äußeren Erscheinungsbild gleichen die Tiere anderen Vertretern der Spitzmausmaulwürfe. Ihre allgemeine Körperform, die spitze, langgestreckte Schnauze und der lange Schwanz zeigen eher Ähnlichkeiten zu den Spitzmäusen als zu den anderen, zumeist grabenden Maulwürfen. Das Rückenfell weist eine dunkelbraune Farbgebung auf, es ist dunkler als das der meisten anderen Arten der Gattung. Die Unterwolle besitzt eine dunkle schiefergraue Tönung. Der Schwanz ist nahezu nackt sowie dunkelbraun und von Schuppenringen bedeckt. Zwischen diesen sprießen einzelne kurze, borstenartige Haare. Zur Schwanzspitze hin werden die Haare länger und formen dann eine Art Büschel.

### Schädel- und Gebissmerkmale
Der Schädel wird 20,7 bis 22,1 mm lang und an den Warzenfortsätzen 11,1 bis 11,6 mm breit. Die Breite am Rostrum beträgt 10,2 bis 11,4 mm, im Bereich der Orbita verengt er sich auf 5,2 bis 5,7 mm. Der Gaumen ist 9,6 bis 10,2 mm lang. Das Gebiss umfasst 38 Zähne, die Zahnformel lautet: {\displaystyle {\frac {2.1.4.3}{2.1.3.3}}}. Gegenüber der gleichhohen Anzahl an Zähnen beim Schwarzrücken-Spitzmausmaulwurf (Uropsilus atronates), beim Yulong-Spitzmausmaulwurf (Uropsilus nivatus) und beim Chinesischen Spitzmausmaulwurf (Uropsilus gracilis) sowie beim Dabieshan-Spitzmausmaulwurf (Uropsilus dabieshanensis) fehlt beim Anderson-Spitzmausmaulwurf im Unterkiefer ein Prämolar, dafür kommt ein zusätzlicher Schneidezahn vor. Im Vergleich dazu hat der Gleichzahn-Spitzmausmaulwurf (Uropsilus aequodonenia) als Schwesterart des Anderson-Spitzmausmaulwurfs einen Prämolaren im Oberkiefer weniger, so dass dessen Gebiss nur 36 Zähne umfasst. Die arttypische Zahnformel stellt das Hauptunterscheidungsmerkmal des Anderson-Spitzmausmaulwurf von den anderen Arten der Gattung dar. Die obere Zahnreihe wird 9,3 bis 10,0 mm lang.

### Genetische Merkmale
Der diploide Chromosomensatz lautet 2n = 34. Er setzt sich aus 4 meta- bis submetazentrischen, 6 subtelozentrischen und 6 acrozentrischen Autosomenpaaren zusammen. Das X-Chromosom ist groß und metazentrisch, das Y-Chromosom klein und fleckenförmig. Die fundamentale Nummer, also die Anzahl der Arme der Autosomen, beträgt 52. Das vollständige Mitogenom des Yulong-Spitzmausmaulwurfs umfasst 16.528 Basenpaare. Unter anderem besteht dabei der D-Loop-Bereich aus 1082, das Cytochrom b aus 1140 und der Abschnitt der Cytochrom-c-Reduktase 1 aus 1545 Basenpaaren.

## Verbreitung und Lebensraum

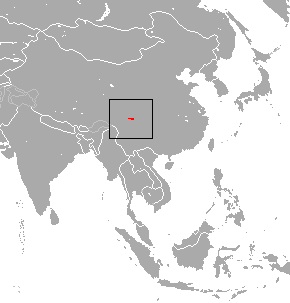
Verbreitungsgebiet des Anderson-Spitzmausmaulwurfs

Der Anderson-Spitzmausmaulwurf kommt in Ostasien vor und ist dort endemisch in der Provinz Sichuan im südzentralen China verbreitet. Er wurde bislang nur in einer kleinen Region am und um den Emei Shan in der bezirksfreien Stadt Leshan beobachtet. Weitere Fundpunkte finden sich in dessen näherer Umgebung wie etwa am benachbarten Wawu Shan oder am Erlang Shan im Qionglai-Gebirge in der bezirksfreien Stadt Ya’an. Die Tiere bewohnen bewaldete Landschaften und bevorzugen mittlere bis höhere Gebirgslagen. Verschiedene Beobachtungen am Emei Shan fanden in 2400 bis 2500 m Höhenlage statt, das Holotyp-Exemplar wurde in einer Höhe von 2896 m über dem Meeresspiegel aufgefunden. Teilweise kommt der Anderson-Spitzmausmaulwurf sympatrisch mit dem Chinesischen Spitzmausmaulwurf und dem Sichuan-Spitzmausmaulwurf (Uropsilus soricipes) vor.

## Lebensweise
Über die Lebensweise des Anderson-Spitzmausmaulwurfs liegen keine Angaben vor. Vermutlich sind die Tiere wie die anderen Arten der Gattung bodenbewohnend.

## Systematik
Der Anderson-Spitzmausmaulwurf wird als eigenständige Art innerhalb der Spitzmausmaulwürfe (Uropsilus) eingeordnet, die gegenwärtig aus rund einem Dutzend Vertretern besteht. Nach genetischen Analysen könnte die Anzahl aber aufgrund zahlreicher kryptischer Arten gut doppelt so hoch sein. Die Gattung gehört zur Familie der Maulwürfe (Talpidae) und wird innerhalb dieser der eigenen Unterfamilie der Uropsilinae als momentan einziges Mitglied zugeordnet. Die Uropsilinae stellen relativ urtümliche Maulwürfe dar, die sich über ein spitzmausartiges Erscheinungsbild mit langem Schwanz und sichtbaren Ohren charakterisieren. Ihre seitlich gepressten Krallen eignen sich wenig für eine grabende Lebensweise, so dass die Tiere weitgehend oberirdisch anzutreffen sind. Die Gruppe war ursprünglich weit über Eurasien verbreitet, ihr heutiges Vorkommen ist auf kleine, zumeist gebirgige Refugien im östlichen und südöstlichen Asien beschränkt. Insgesamt sind Gattung und Unterfamilie wenig erforscht, was sowohl die Lebensweise als auch die Artenvielfalt sowie die systematische Untergliederung anbelangt. Für letzteres wurden in der forschungsgeschichtlichen Vergangenheit wenigstens drei unterschiedliche Gattungen aufgestellt, deren Abtrennung voneinander auf der Zahnanzahl basiert (Uropsilus mit 34 sowie Nasillus und Rhynchonax mit je 38 Zähnen in unterschiedlicher Anordnung). Molekulargenetische Untersuchungen verweisen auf eine Abspaltung der Spitzmausmaulwürfe von den anderen Linien der Maulwürfe bereits im Mittleren Eozän vor rund 47 Millionen Jahren. Eine stärkere Diversifizierung der Gattung selbst setzte aber erst im Übergang vom Miozän zum Pliozän vor etwa 6,8 Millionen Jahren ein. Der nächste Verwandte des Anderson-Spitzmausmaulwurfs ist laut den genetischen Studien ďer Gleichzahn-Spitzmausmaulwurf (Uropsilus aequodonenia).

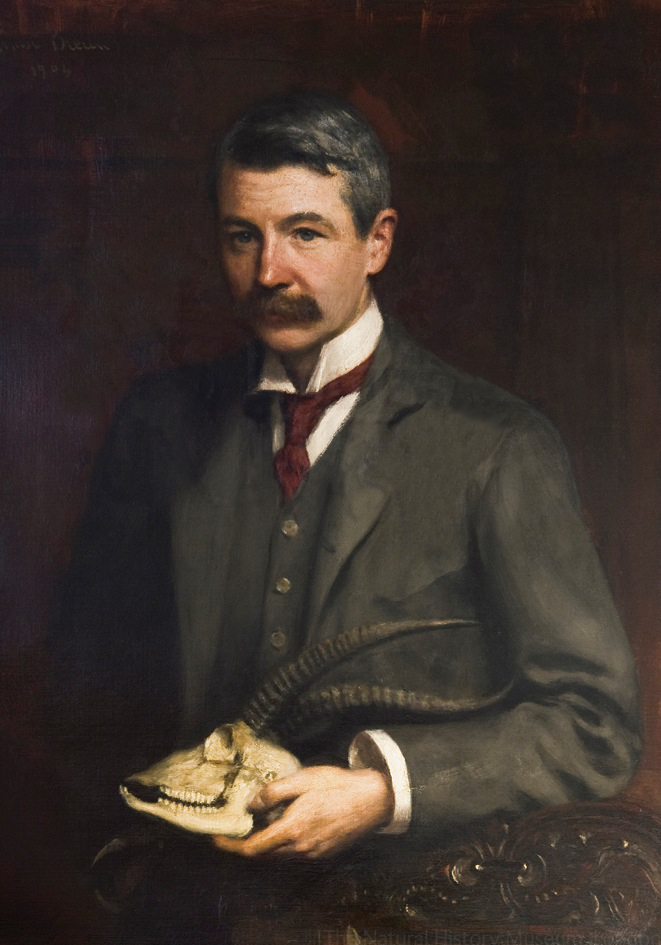
Oldfield Thomas

Die wissenschaftliche Erstbeschreibung des Anderson-Spitzmausmaulwurfs erfolgte durch Oldfield Thomas im Jahr 1911. Thomas erwähnte hierbei die neue Art nur kurz, eine genauere Vorstellung erfolgte erst im Jahr darauf. Grundlage bildeten zehn Individuen, der Holotypus, ein ausgewachsenes männliches Tier, und alle anderen Exemplare stammen vom Emei Shan in der südchinesischen Provinz Sichuan, der Typuslokalität der Art. In seiner Erstbeschreibung benannte Thomas die neue Form mit Rhynchonax andersoni. Das Artepitheton ehrt den Forschungsreisenden Malcolm Playfair Anderson, der die Tiere auf seiner Expedition durch Ostasien im Auftrag des Duke of Bedford und der Zoological Society of London gesammelt und Thomas zur Verfügung gestellt hatte. Mit der neu geschaffenen Gattung Rhynchonax setzte Thomas den Anderson-Spitzmausmaulwurf von der Gattung Uropsilus ab. Er wies die Art als Nominatform aus.
Gut 11 Jahre später führte Glover Morrill Allen mit dem Schwarzrücken-Spitzmausmaulwurf (Uropsilus atronates) und dem Yulong-Spitzmausmaulwurf (Uropsilus nivatus) zwei weitere Formen ein, die er als Unterarten des Anderson-Spitzmausmaulwurfs innerhalb der Gattung Rhynchonax betrachtete. Wilfred Hudson Osgood schloss die beiden erstgenannten dann im Jahr 1937 aus dem Anderson-Spitzmausmaulwurf aus, was er mit Unterschieden im Gebissaufbau begründete, und verschob sie zum Chinesischen Spitzmausmaulwurf (Uropsilus gracilis). Den Anderson-Spitzmausmaulwurf behielt er alleinig in Rhynchonax. In den 1950er und 1960er Jahren gliederten John Reeves Ellerman und Terence Charles Stuart Morrison-Scott den Anderson-Spitzmausmaulwurf als Unterart in den Sichuan-Spitzmausmaulwurfs (Uropsilus soricipes) ein (und synonymisierten den Schwarzrücken-Spitzmausmaulwurf mit ihm). Gleichzeitig führten sie alle Spitzmausmaulwürfe in der Gattung Uropsilus. Den Unterartenstatus korrigierte Robert S. Hoffmann in einer Revision der Gattung aus dem Jahr 1984, indem er den Anderson-Spitzmausmaulwurf wieder als eigenständig anerkannte und dabei die abweichende Gebissgestaltung hervorhob. Hoffmanns Bearbeitung blieb für die folgende Zeit bestehen und wurde unter anderem in den Standardwerken Mammal Species of the World aus dem Jahr 2005 und Handbook of the Mammals of the World aus dem Jahr 2018 übernommen. Gleichzeitig bestätigten seit den 2010er Jahren durchgeführte genetische Untersuchungen die Eigenständigkeit des Anderson-Spitzmausmaulwurfs.

## Bedrohung und Schutz
Die Art wird von der IUCN keiner Gefährdungsstufe zugeordnet, sondern in der Kategorie „ungenügende Datengrundlage“ (data deficient) gelistet. Es fehlen Informationen zur genauen Verbreitung und zu den biologischen Ansprüchen der Art sowie zu den möglichen bestandsgefährdenden Bedrohungen. Die Tiere sind im Wawushan-Naturreservat präsent.